# Joseph Churms
Joseph Churms (* 16. Mai 1926 in Woodstock, Südafrika; † 25. September 1994) war ein südafrikanischer Astronom.
Churms war stellvertretender Direktor des South African Astronomical Observatory (SAAO) und entdeckte im Jahre 1953 die Asteroiden Nortia und Okavango.
1984 erhielt er den Long Service Award der Astronomical Society of Southern Africa.